# Bill Archer
William Reynolds Archer , Jr., detto Bill (Houston, 22 marzo 1928), è un politico statunitense, membro della Camera dei Rappresentanti per lo stato del Texas dal 1971 al 2001.

## Biografia
Nato a Houston, Bill Archer studiò all'Università Rice e all'Università del Texas ad Austin, dove conseguì una laurea in legge. Intraprese poi la professione di avvocato.
Entrato in politica con il Partito Repubblicano, nel 1967 venne eletto all'interno della Camera dei rappresentanti del Texas, la camera bassa della legislatura statale del Texas, dove rimase per i successivi quattro anni. Nel 1970 si candidò alla Camera dei Rappresentanti nazionale per il seggio lasciato da George H. W. Bush e riuscì a farsi eleggere, per poi essere riconfermato per altri quattordici mandati negli anni successivi.
Archer, un repubblicano conservatore, restò al Congresso per trent'anni, finché nel 2000 decise di non candidarsi ulteriormente, ritirandosi a vita privata.